# Cine Barceló
El Cine Barceló es un edificio que fue diseñado como cine en Madrid (España). Su arquitecto fue Luis Gutiérrez Soto que lo diseñó en 1930. Se trata de un edificio de estilo racionalista. Es destacado por su representación de iconografía naval en el que se estructuran la fachada en franjas y huecos horizontales, con clara influencia de la arquitectura mendelsohniana (racionalismo expresionista español). Su interior albergó la discoteca Pachá entre 1980 y 2013.

## Historia
El edificio se construye en la calle Barceló haciendo esquina a las calles Barceló y Larra como un cine de barrio, frente a los jardines del Hospicio. El solar posee una planta trapezoidal, posee su acceso principal en el eje axial del trapecio. La distribución del interior logró una mención en la obra de Ernst Neufert: "El arte de proyectar en arquitectura". Luis Gutiérrez diseña la fachada con aspecto aerodinámico. Se inaugura en diciembre de 1931 con la película El Cantor Desconocido dirigida por Victor Tourjansky en 1931. Durante la guerra civil fue convertida en prisión ilegal (cheka) por el Frente Popular produciéndose internamientos ilegales, torturas y asesinatos y enterramientos irregulares. El 4 de diciembre de 1974 el cine Barceló proyecta su última película. Entre 1975 y 1979 se convierte en teatro y en 1980 en sala de fiestas, que pertene a la cadena de discotecas Pachá, siendo reformado su interior por el arquitecto español Jordi Goula. Desde entonces se retira el cartel del cine para colocar el de la discoteca. En abril de 2013, por diferencias en la gestión entre el dueño de la firma Pachá y el propietario del edificio se rompe la relación entre ambos desligando a la franquicia de entretenimiento del icónico edificio racionalista. El edificio pasa a llamarse entonces Teatro Barceló.
Existe una placa informativa en la fachada del edificio sobre su historia.
En 2023 el inmueble fue declarado bien de interés cultural, con la categoría de monumento.

## Características
La entrada principal se encuentra situada en el vértice, haciendo esquina con la calle Barceló (en honor del marino español nacido en Mallorca en el año 1717 Antonio Barceló) y Larra. En la entrada se encuentran dos núcleos principales de escaleras que dan paso al vestíbulo. El cine poseía un aforo de 1210 localidades siendo su primer propietario Nicolás Hermosilla, pasando a ser el último propietario en 1980 el industrial Rafael Mateo Tarí. El cine posee en su terraza un cine que se ponía en servicio durante las noches de verano, se anunciaba como la Gran Terraza del Barceló. 